# John Lodge (musicien)
Pour les articles homonymes, voir John Lodge et Lodge.
 (novembre 2021).
La mise en forme du texte ne suit pas les recommandations de Wikipédia : il faut le « wikifier ».
Les points d'amélioration suivants sont les cas les plus fréquents. Le détail des points à revoir est peut-être précisé sur la page de discussion.
- Les titres sont pré-formatés par le logiciel. Ils ne sont ni en capitales, ni en gras.
- Le texte ne doit pas être écrit en capitales (les noms de famille non plus), ni en gras, ni en italique, ni en « petit »…
- Le gras n'est utilisé que pour surligner le titre de l'article dans l'introduction, une seule fois.
- L'italique est rarement utilisé : mots en langue étrangère, titres d'œuvres, noms de bateaux, etc.
- Les citations ne sont pas en italique mais en corps de texte normal. Elles sont entourées par des guillemets français : « et ».
- Les listes à puces sont à éviter, des paragraphes rédigés étant largement préférés. Les tableaux sont à réserver à la présentation de données structurées (résultats, etc.).
- Les appels de note de bas de page (petits chiffres en exposant, introduits par l'outil «  Source ») sont à placer entre la fin de phrase et le point final[comme ça].
- Les liens internes (vers d'autres articles de Wikipédia) sont à choisir avec parcimonie. Créez des liens vers des articles approfondissant le sujet. Les termes génériques sans rapport avec le sujet sont à éviter, ainsi que les répétitions de liens vers un même terme.
- Les liens externes sont à placer uniquement dans une section « Liens externes », à la fin de l'article. Ces liens sont à choisir avec parcimonie suivant les règles définies. Si un lien sert de source à l'article, son insertion dans le texte est à faire par les notes de bas de page.
- La présentation des références doit suivre les conventions bibliographiques. Il est recommandé d'utiliser les modèles {{Ouvrage}}, {{Chapitre}}, {{Article}}, {{Lien web}} et/ou {{Bibliographie}}. Le mode d'édition visuel peut mettre en forme automatiquement les références.
- Insérer une infobox (cadre d'informations à droite) n'est pas obligatoire pour parachever la mise en page.

Pour une aide détaillée, merci de consulter Aide:Wikification.
Si vous pensez que ces points ont été résolus, vous pouvez retirer ce bandeau et améliorer la mise en forme d'un autre article.
John Charles Lodge, né le 20 juillet 1945 à Erdington, Birmingham, est un musicien britannique, surtout connu comme bassiste, chanteur et auteur-compositeur du groupe de rock The Moody Blues. Il a également travaillé comme producteur de disques et a collaboré avec d'autres musiciens en dehors du groupe. En 2018, Lodge a été intronisé au Rock and Roll Hall of Fame en tant que membre des Moody Blues. 

## Les premières années
John Charles Lodge est né à Erdington, Birmingham le 20 juillet 1945. Il a fréquenté l'école à Birches Green Junior School, Central Grammar School et a poursuivi ses études à l'université au Birmingham College of Advanced Technology pour l'ingénierie. Ses premières influences étaient Buddy Holly et Jerry Lee Lewis. À l'âge de 14 ans, Lodge a rencontré son futur coéquipier Ray Thomas. 

## Carrière
Lodge a d'abord été impliqué dans la scène musicale de Birmingham, bien qu'il ait temporairement abandonné la musique pour poursuivre ses études. En 1966, cependant, après que le bassiste original des Moody Blues, Clint Warwick, eut quitté le groupe, Lodge succéda au bassiste substitut temporaire Rod Clarke en tant que bassiste et chanteur permanent, rejoignant Ray Thomas pendant la même période que le guitariste et chanteur Justin Hayward pour remplacer Denny Laine. Le fausset distinctif de Lodge variait d'une voix haute et harmonieuse et sa solide voix principale était un atout majeur pour les Moody Blues revitalisés à partir de ce moment. 
La composition prolifique de Lodge pour le groupe a créé des chansons telles que "Peak Hour", "(Evening) Time to Get Away", "Gimme a Little Somethin '", "Ride My See-Saw", "House of Four Doors", «Eyes of a child», «Send Me No Wine», «To Share Our Love», «Candle Of Life», «Tortoise And the Hare», «Minstrel's Song», «Emily's Song», «Isn't Life Strange» (qui  lui a valu un prix de composition de chansons ASCAP), «I'm just a singer (in a rock and roll band)» (qui lui a également remporté un prix de composition de chansons ASCAP), etc.  Le magazine Bass Player a noté que Lodge a été élu comme l'un des dix meilleurs bassistes de tous les temps. 
Lodge a co-écrit "Out and In" avec Mike Pinder, enregistré sur l'album To Our Children's Children's Children en 1969. Il a également collaboré avec un autre membre du groupe Justin Hayward sur l'album de 1975 Blue Jays sorti sur Threshold Records, qui en plus des compositions de Hayward inclus trois chansons écrites par Lodge; "Maybe", "Saved by the Music" et "You", ainsi que deux chansons co-écrites par Lodge & Hayward; "Remember Me (My Friend)" et "When You Wake Up", et plus tard, Lodge a sorti un album solo, Natural Avenue, sur Decca en 1977, à partir duquel le single "Say You Love Me" est sorti. Dans les années 1970, il produit un album pour le groupe Trapeze.
En 1980, Lodge sort un single solo, "Street Cafe/Threw It All Away" sur Decca. Ce single mettait en vedette le futur claviériste des Moody Blues, Patrick Moraz. Depuis 1981, Lodge a co-écrit des chansons pour le groupe avec Justin Hayward, telles que: "Meet Me Halfway", "Talkin 'Talkin'", "Running Out of Love", "Slings and Arrows", "Want to Be with Vous "," River of Endless Love "," Breaking Point "," Miracle "," Once Is Assez "," Highway "," Is This Heaven? "," Sooner or Later (Walking on Air) "," Strange Times ", et" The One ".
En 1985, le[Qui ?] Moody Blues a remporté le prix Ivor Novello pour sa contribution exceptionnelle à la musique. 
Lodge a participé à l'album hommage bluegrass 2011 aux Moody Blues, Moody Bluegrass TWO ... Much Love, en tant que chanteur de sa chanson "Send Me No Wine". Lodge a rejoint d'autres membres actuels et passés des Moody Blues sur cet album. Deux de ses compositions, "Ride My See-Saw" et "I'm Just a Singer (In a Rock and Roll Band)" figurent sur un album hommage antérieur, Moody Bluegrass: A Nashville Tribute to the Moody Blues, publié en 2004. 
En mai 2015, John a sorti un album solo intitulé «10,000 Light Years Ago», qui l'a réuni avec Ray Thomas et Mike Pinder. 
Le 2 avril 2019, il a été annoncé que Lodge rejoindrait Yes sur "The Royal Affair Tour" à l'été 2019, qui comprendra également Yes, Asia et Carl Palmer's ELP Legacy.

## Vie privée
Lodge est marié à Kirsten, depuis le 10 septembre 1968, et ils sont parents de deux enfants maintenant adultes. Leur première enfant, une fille nommée Emily, est née en 1970; Lodge a écrit "Emily's Song" pour l'album Moody Blues de 1971, Every Good Boy Deserve a Favour. Son fils Kristian est né deux ans plus tard. Lodge a parlé à plusieurs reprises d'être un chrétien évangélique et attribue à sa foi l'empêchant de sombrer dans les éléments les plus dangereux de l'industrie de la musique rock. Lodge est un partisan de Birmingham City F.C.
Il réside dans le Surray.

## Discographie solo
Albums studio :
- 1975 : Blue Jays (avec Justin Hayward)
- 1977 : Natural Avenue
- 2015 : 10,000 Light Years Ago

Album live :
- 2017 : Live from Birmingham: The 10,000 Light Years Tour

Compilation :
- 2019 : B Yond : The Very Best of John Lodge
- 2021 : The Royal Affair and After